# Henk Overbeek
Hendrik Willem (Henk) Overbeek (* 13. Oktober 1949 in Haarlem) ist ein niederländischer Politikwissenschaftler und Politiker.

## Leben
Overbeek studierte in den Jahren 1967 und 1968 nach dem Besuch des Gymnasiums an der im US-Bundesstaat Washington gelegenen Gonzaga University und wechselte dann an die Universiteit van Amsterdam. Nach dem Studium promovierte er 1988. Nach verschiedenen Positionen u. a. als Lecturer war er ab 2004 Professor für Internationale Beziehungen an der Vrije Universiteit Amsterdam. 2014 wurde er emeritiert.
Zu Henks Schwerpunkten gehören Internationale Beziehungen und Internationale Politische Ökonomie. Er war der sogenannten Amsterdam School zugehörig, die sich auch mit Klassenbildung und -theorie auf internationaler Ebene beschäftigte.
Von 2016 bis 2019 gehörte Overbeek der Ersten Kammer der Generalstaaten an.

## Schriften (Auswahl)
- Rivalität und ungleiche Entwicklung. Einführung in die internationale Politik aus der Sicht der internationalen politischen Ökonomie, Wiesbaden 2008, ISBN 978-3-531-15440-4.
- als Herausgeber: Restructuring Hegemony in the Global Political Economy, Routledge, London/New York 2002, ISBN 0-203-41186-2.
- mit Bastiaan van Apeldoorn (Hrsg.): Neoliberalism in Crisis, Palgrave Macmillan 2012, ISBN 978-13493-3725-5.
- mit Bob Jessop (Hrsg.): Transnational Capital and Class Fractions: The Amsterdam School Perspective Reconsidered, New York 2018, ISBN 978-08153-6960-8.